# Hamn (folktro)
Hamn, hamm eller ham (fornsvenska: hamber, hambn, hampn, fornnordiska: hamr) är i nordisk folktro och mytologi, särskilt äldre allmogekultur, en skepnad eller gestalt som själen, hågen, kunde uppenbara sig i utanför kroppen under en dröm eller en extas. Det är vidare en form av magisk skepnad som sker i och med hamnskifte.

## Betydelse
Hamn är ett relativt brett ord som även har betydelse utanför folktro och återfinns inom de flesta germanska språken. Ordet härrör urgermanskan och kan sägas betyda ”dräkt” i grunden. Bland rotbetydelser finns bland annat hölje, beklädnad och hud eller skinn som omsluter en kropp. På äldre och regional svenska, likaså äldre danska och engelska, har det bland annat även haft betydelsen fosterhinna (exempelvis fölhamn = ”fölhinna”).
I fråga om det som avses inom folktro anger Svenska Akademiens ordbok följande definitioner för hamn:
| ” | 3) gestalt, skapnad, skepnad; särskilt, i fråga om primitiv åskådning, om den yttre skepnad som tänkes såsom hölje omkring själen, särskilt om djurskepnad som människor eller gudar stundom tänktes iföra sig; även bildligt; numera nästan blott i uttrycket skifta eller byta hamn, i framställning av primitiv åskådning samt i Sverige och Norge har det även betytt vålnad och spöke i vidare bemärkelse till gestalt. a) om konstgjord ”hamn”. b) i utvidgad användning om den yttre dräkt vari någon uppträder, dräkt, klädnad, hölje, skrud; ofta i fråga om förklädnad eller utklädsel. 4) om en avlidens ande, vålnad, ”skugga” (dock utan biföreställning av något mörkt) a) med tanke på vålnaden såsom ett väsen utan kött och blod. b) i bildlig användning: ”skugga”, skuggbild. 5) i utvidgad användning, om person (som har ngt övernaturligt eller andelikt i sitt utseende): gestalt, skepnad, ”uppenbarelse”. | „ |
| – | |   |

På äldre isländska anges hamn med betydelsen – ”(ett djurs) yttre beklädnad, skyddsande eller fylgia

## Hamnskifte
Man trodde att själen kunde vandra mellan kroppen och olika skepnader genom så kallade "hamnskiften". I synnerhet trollkunniga personer ska ha kunnat försätta sig i sådana tillstånd att de kunde se in i andra världar genom att anta en sådan skepnad. De olika hamnarna kunde vara varghamn, fårahamn (jämför uttrycket "en ulv i fårahamn", en som inte visar sitt rätta jag) eller olika varianter av fjäderhamn, såsom örnhamn, svanhamn (jämför med när Zeus förför Leda) eller falkhamn. Ofta framställs fjäderhamnen närmast som en fjäderskrudsdräkt som man ikläder sig. 
Bland asarna är Frejas falkhamn den mest omtalade. Hon lånade ibland ut den till andra gudar när de behövde resa ut i världen. Jättarna Tjatse och Suttung hade en örnhamn.

## Hamnbjörnar och hamnvargar
Tron på hamnskifte försiggick i den svenska allmogekulturen inpå modern tid. Man trodde att illsinnade människor och troll kunde skifta in i hamn av slagbjörnar och vargar för att sedan attackera människor i vrede.
På den så kallade Dödmansudden vid Hottön i Mörsil, Åre, restes 1935 en minnessten som kallas ”Björnstenen” (sedan 1965 flyttad till annan plats). Stenen berättar om två personer som stupat till en hamnbjörn 1691. På stenen står det:
| ” | ”I strid med en homnbjörn föllo här den 22/2 1691 bonden Nils Persson o dragonen Anders Slaghöök båda från Hålland.” | „ |
| – ”Dödmansudden / Björnstenen”. hembygd.se. https://www.hembygd.se/morsil/DodmansuddenBjornstenen. Läst 14 mars 2025. | |   |